# Jerzy Pański (1900–1979)

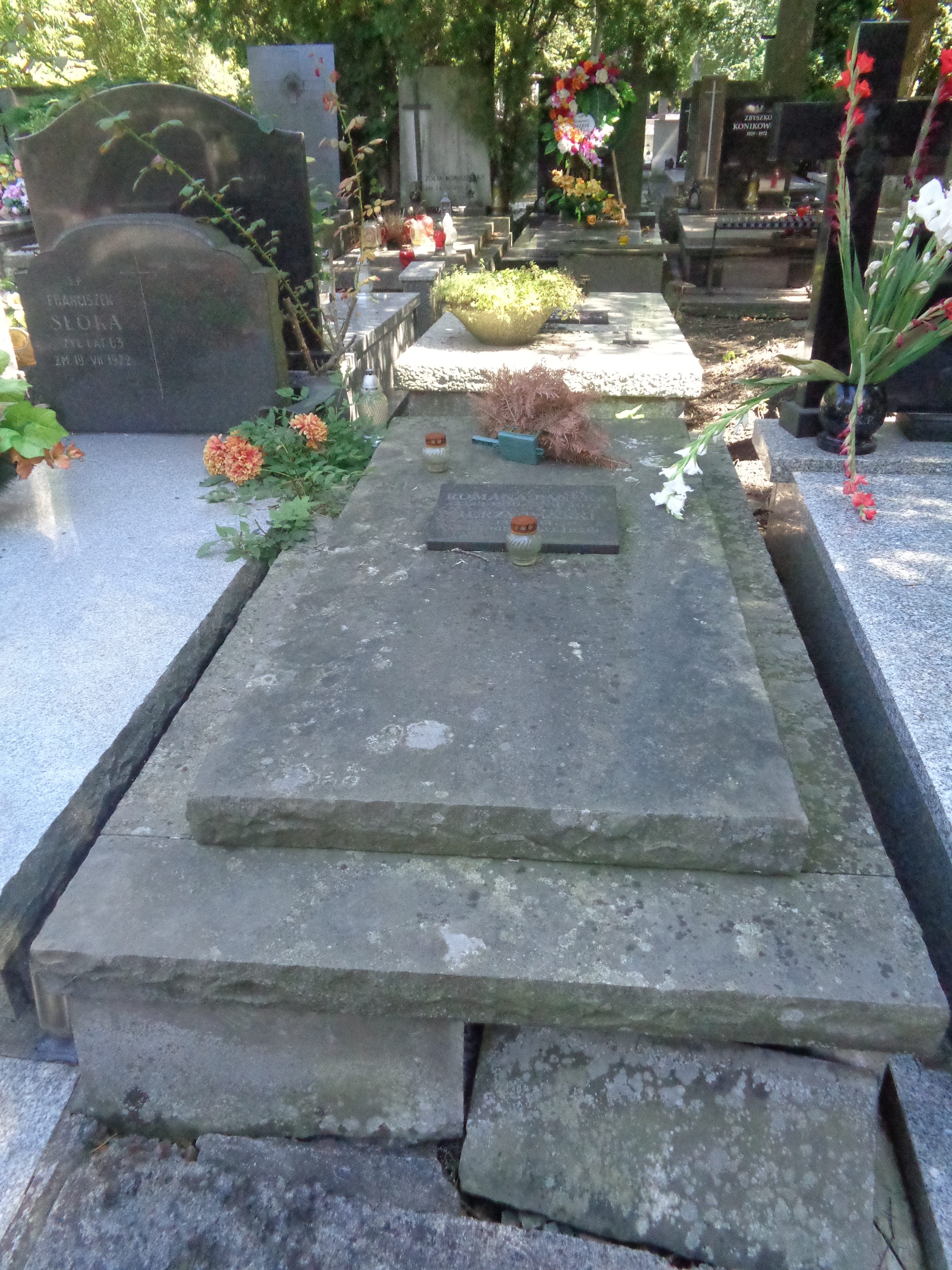
Grób Jerzego Pańskiego na Cmentarzu Powązkowskim

Jerzy Pański (ur. 7 maja 1900 w Łodzi, zm. 22 czerwca 1979 w Warszawie) – polski działacz polityczny okresu PRL, wydawca, tłumacz literatury francuskiej i rosyjskiej.

## Życiorys
Urodził się w rodzinie lekarza Aleksandra i Róży z Sejdemanów. Był bratem Antoniego Ludwika i Wacława. W ZSRR został działaczem Związku Patriotów Polskich, redaktorem naczelnym czasopism „Wolna Polska” i „Nowe Horyzonty”. Wstąpił do Związku Radzieckich Pisarzy Białorusi.
W latach 1946–1948 był dyrektorem Polskiego Radia, w latach 1948–1951 – prezesem Spółdzielni Wydawniczej „Czytelnik”, w latach 1951–1953 – dyrektorem Centralnego Zarządu Teatrów, a od 1956 do 1962 – dyrektorem programowym TVP.
Zmarł w Warszawie, pochowany na cmentarzu Powązkowskim w Warszawie (kwatera d-4-11).

## Ordery i odznaczenia
- Krzyż Oficerski Orderu Odrodzenia Polski (11 lipca 1955)[4]
- Krzyż Kawalerski Orderu Odrodzenia Polski (18 stycznia 1946)[5]
- Złoty Krzyż Zasługi (22 lipca 1952)[6]
- Medal 10-lecia Polski Ludowej (19 stycznia 1955)[7]